# Токова къща
Токовата къща (на гръцки: Μέγαρο Τόκου, Οικία Τόκου) е историческа постройка в източномакедонския град Кавала, Гърция.

## Местоположение
Къщата е разположена на улица „Кипрос“ № 14, веднага северно от Градския парк.

## История
Къщата е построена в 1879 година от тютюнопроизводителя Димитриос Токос, както е показано в надписа на фасадата над входа „Δ. Τ. 1879“. Забележителен декоративен елемент е извитият фронтон на покрива. По-късно имението е използвано като италианско консулство и в 1911 година имението е купено от Кавалското женско благотворително общество. След като гразът попада в Гърция в 1913 година и до 1937 година в него се помещава кметството на Кавала и службите на общината, а след Втората световна война и частната гимназия Папасидерис. В 1979 година къщата е закупена от Министерството на културата, за да се реставрира и да се настани в нея новосъздадената Ефория за византийски старини на Източна Македония и Тракия.

## Архитектура
Къщата, подобно на много от забележителните сгради в Кавала, е построена от майстори от Епир и Западна Македония. Сградата отразява романтичното течение и еклектиката в архитектурата, преобладаваща в Европа в края на XIX и началото на XX век. Къщата съчетава неокласическа и елементи от традиционната местна архитектура с няколко барокови декорации от външната страна.